# Демо (запись игрового процесса)

Просмотр HLTV-демо в Counter-Strike 1.6.

Не стоит путать с демонстрационной версией (демоверсией) игры.
Де́мо (демозапись, чаще демка, англ. demo) — запись игрового процесса (геймплея) компьютерной игры средствами самой игры или эмулятора игровой приставки.
Многие игры позволяют делать так называемые «демозаписи», записывающие весь игровой процесс (передвижения игрока по уровню, стиль игры и т.д). В отличие от игровых роликов, «захваченных» из игры специальными программами (такими, как Fraps) — демозаписи представляют лишь файл данных небольшого размера, который проигрывается исключительно силами самой игры.
В гоночных симуляторах демозапись называется «реплей», «повтор» (англ. replay) и позволяет после окончания гонки просмотреть собственное прохождение этапа со стороны. Аналогично запись демо именуется и в стратегических играх.

## Возможности
Воспроизведение демозаписи осуществляется средствами движка игры. Демки, как правило, интерактивны, то есть позволяют зрителю изменять положение камеры, смотреть «от лица» самого игрока, свободно летать по карте. Большинство видов демок можно перематывать либо ускорять и замедлять их воспроизведение без уменьшения частоты кадров (FPS).
Наиболее распространённая технология демозаписи — писать в файл команды управления. Такой файл нельзя перематывать, можно только проиграть с начала. Поскольку перемотка всё же важна, используют разные ухищрения, начиная от кэширования положения объектов на уровне и заканчивая различными синхрометками.

## История и способы реализации
Данная технология воспроизведения игрового процесса довольно долго была распространена благодаря тому, что захват видео в процессе игры требовал непомерно больших вычислительных ресурсов (особенно процессорной мощности на сжатие видео и пропускной способности памяти и жёсткого диска для записи результата) компьютера по сравнению с геймплеем без такового захвата.
Однако, в отличие от средств видеозахвата, запись демо реализовывалась разработчиками игры и далеко не всегда попадала в релиз игры для массового потребителя.
Основных способов формирования демо два:
1. Для каждого интервала записывается начальное состояние игры (фактически, SaveGame), затравки для генераторов случайных чисел, после чего пишутся только все действия игрока (данные с контроллеров мышь, клавиатура, джойстик). При воспроизведении интервала движок полностью рассчитывает все происходящее в игре заново (физика, искусственный интеллект, результаты действий). Размер файла получается минимальный.
2. На каждом игровом тике записываются все состояния (положение в пространстве, повреждения) всех игровых объектов в мире. При воспроизведении они просто ставятся в нужную позицию, нет расчетов физики, AI и тд. Размер записи большой, иногда сравнимый с объемом видео.